# Władysław Ziemacki
Władysław Ziemacki (ur. 1895 w Stacji, zm. 1986 w Kole) – polski nauczyciel, bibliograf.

## Życiorys
Urodził się w miejscowości Stacja w guberni kowieńskiej. W 1918 roku mieszkał w Rostowie nad Donem, gdzie jego ojciec pracował jako zastępca naczelnika stacji kolejowej. Po powrocie do Polski podjął pracę jako nauczyciel szkoły powszechnej w Polanach w województwie wileńskiej. Pomimo braku wykształcenia średniego, w 1927 roku został przez Kuratorium Okręgu Szkolnego Wileńskiego zwolniony z egzaminów i zaliczony do kategorii nauczycieli wykwalifikowanych. W Polanach ożenił się i założył rodzinę.
W 1936 roku w „Ruchu Literackim” opublikował publikacje Nieznany list Mickiewicza oraz Zapomniane świadectwo o Norwidzie. Jesienią 1945 roku wraz z rodziną osiadł w Kole, gdzie podjął pracę jako nauczyciel rysunków, biologii i języka rosyjskiego w Szkole Podstawowej nr 1, a następnie także w Szkole Podstawowej nr 2. W 1959 roku przeszedł na emeryturę, pracę na pół etatu kontynuował jednak do 1967 roku.
Naukowo zajmował się bibliografią, a hobbystycznie także filatelistyką, filumenistyką, ekslibrisami i entomologią. W 1952 roku opublikował w „Lingua Posnaniensis” artykuł Agatona Gillera słowniczek orczańsko-polski, opublikował także artykuły Adam Wikszemski, polski pionier fotografii, a wraz z profesorem Stanisławem Brzozowskim napisał artykuł Mikołaj Witwicki - pionier postępowego pszczelarstwa. W latach 50. XX wieku w „Biuletynie Fonograficznym” publikował Materiały do bibliografii fonograficznej w Polsce. W 1960 roku wraz z Zofią Malinowską przygotował materiały do Bibliografii archeologii śródziemnomorskiej w Polsce w latach 1800-1950. W 1963 roku opublikował artykuł Polska relacja o języku cherokee z roku 1829. Najobszerniejszą publikacją jego autorstwa były wydana w 1956 roku Materiały do historii odzieży w latach 1818-1863 wydane przez Polskie Towarzystwo Ludoznawcze. Jako pierwszy badacz przystąpił do badania opisów odzieży z obwieszczeń i listów gończych. W 1981 roku opublikował swoją ostatnią publikację Ignacy Ziębowicz 1890-1950, poświęconą jego przyjacielowi, Ignacemu Ziębowiczowi.
Utrzymywał kontakt z profesorami Wincentym Lutosławskim i Juliuszem Wiktorem Gomulickim. Ziemacki poinformował Gomulickiego o istnieniu nieznanego wcześniej utworu Cypriana Kamila Norwida, w podzięce Gomulicki zadedykował mu publikację Kępa Niezapominek z 1996 roku, w której poświęcił mu także rozdział. Korespondował także ze Stanisławem Brzozowskim i Bogdanem Kostrzewskim.
Został pochowany na cmentarzu parafialnym w Kole. Przed śmiercią pracował nad maszynopisem Teodor Tripplin. Życie i twórczość.